# HMS Trouncer (D85)
HMS Trouncer (D85), nguyên là tàu sân bay hộ tống USS Perdido (CVE-47) (ký hiệu lườn ban đầu AVG-47 và sau đó là ACV-47) của Hải quân Hoa Kỳ thuộc lớp Bogue, được chuyển cho Hải quân Hoàng gia Anh Quốc và đã hoạt động trong Chiến tranh Thế giới thứ hai.
Perdido được đặt lườn với ký hiệu lườn ACV-47 theo một hợp đồng với Ủy ban Hàng hải Hoa Kỳ vào ngày 1 tháng 2 năm 1942 tại xưởng đóng tàu của hãng Seattle-Tacoma Shipbuilding ở Tacoma, Washington; được hạ thủy vào ngày 16 tháng 6 năm 1943, được đỡ đầu bởi Bà H. M. Bemis, được hoàn tất vào ngày 23 tháng 6 tại xưởng Commercial Iron Works, Portland, Oregon, và được xếp lại lớp với ký hiệu lườn CVE-47 vào ngày 15 tháng 7 năm 1943. Nó được chuyển cho Anh Quốc tại Portland vào ngày 31 tháng 1 năm 1944 theo chương trình Cho thuê-cho mượn, được đổi tên thành HMS Trouncer (D85), và đã hoạt động trong chiến tranh như một chiếc thuộc lớp Ameer.
Trouncer phục vụ như một tàu sân bay chống tàu ngầm, tuần tra và hộ tống các đoàn tàu vận tải tại Đại Tây Dương. Sau chiến tranh, nó quay về Norfolk, Virginia vào ngày 21 tháng 2 năm 1946 và được hoàn trả cho Hoa Kỳ tại vào ngày 3 tháng 3 năm 1946. Tên của nó được rút khỏi danh sách Đăng bạ Hải quân vào ngày 12 tháng 4 năm 1946, rồi được bán cho hãng William B. St. John vào ngày 6 tháng 3 năm 1947 để hoạt động hàng hải thương mại tư nhân dưới tên gọi Greystroke Castle (đổi tên thành Gallic vào năm 1954 và Berinnes vào năm 1959). Nó được tháo dỡ tại Đài Loan vào năm 1973.